# Record du Maroc de natation dames du 100 mètres brasse
Cet article présente l'évolution du record du Maroc de natation dames du 100 mètres brassage.

## Bassin de 50 mètres
| Temps         | Athlète       | Naissance | Âge | Club         | Compétition                | Lieu        | Date            |
| ------------- | ------------- | --------- | --- | ------------ | -------------------------- | ----------- | --------------- |
| 1 min 11 s 03 | Sara El Bekri | 1987      | 20  | RCA Natation | Championnats de France (s) |             | 27 juin 2007    |
| -----         |               |           |     |              |                            |             |                 |
| 1 min 08 s 66 | Sara El Bekri | 1987      | 21  | RCA Natation | Jeux olympiques            | Pékin       | 10 août 2008    |
| -----         |               |           |     |              |                            |             |                 |
| 1 min 08 s 23 | Sara El Bekri | 1987      | 22  | RCA Natation | Championnats de France (d) | Montpellier | 25 avril 2009   |
| 1 min 08 s 21 | Sara El Bekri | 1987      | 22  | RCA Natation | Jeux olympiques (s)        | Londres     | 29 juillet 2012 |

## Bassin de 25 mètres
| Temps         | Athlète       | Naissance | Âge | Club         | Compétition                | Lieu     | Date            |
| ------------- | ------------- | --------- | --- | ------------ | -------------------------- | -------- | --------------- |
| 1 min 09 s 01 | Sara El Bekri | 1987      | 20  | RCA Natation |                            | Nîmes    | 7 décembre 2007 |
| -----         |               |           |     |              |                            |          |                 |
| 1 min 08 s 08 | Sara El Bekri | 1987      | 23  | RCA Natation |                            |          | 6 mars 2010     |
| 1 min 07 s 74 | Sara El Bekri | 1987      | 23  | RCA Natation | Championnats de France (f) | Chartres | 3 décembre 2010 |
| 1 min 06 s 95 | Sara El Bekri | 1987      | 24  | RCA Natation | Championnats de France (s) | Angers   | 2 décembre 2011 |
| 1 min 06 s 50 | Sara El Bekri | 1987      | 24  | RCA Natation | Championnats de France (f) | Angers   | 2 décembre 2011 |